# Libardo Niño
Niño  Corredor est un nom espagnol. Le premier nom de famille, en général paternel, est Niño ; le second, en général maternel, souvent omis, est Corredor.
Libardo Niño Corredor, né le 26 septembre 1968 à Paipa, est un coureur cycliste colombien. Passé professionnel en 1994, il a notamment remporté le Tour de Colombie à trois reprises (2003, 2004 et 2005) et le Clásico RCN deux fois (2005 et 2007). Ses frères Miguel et Víctor sont également cyclistes professionnels.

## Repères biographiques
En 2006, champion national du contre-la-montre, Niño est sélectionné pour représenter son pays dans cette épreuve aux championnats panaméricains de cyclisme, aux Jeux d'Amérique centrale et des Caraïbes et aux Jeux sud-américains. Cinquième à São Paulo, quatrième à Carthagène des Indes, il décroche la médaille d'argent, en novembre, à Mar del Plata.
Il a été contrôlé positif à l'EPO lors du contre-la-montre des Jeux panaméricains de 2007, dont il avait obtenu la médaille d'argent. Il a été déclassé et suspendu deux ans.
En 2011, il termine second du Tour de Langkawi à 5 secondes du vainqueur, le Vénézuélien Jonathan Monsalve, en ayant porté le maillot de leader trois jours et ce à 42 ans.
Le 13 août 2010, lors du Tour de Colombie, il est contrôlé, une deuxième fois, positif à l'EPO. Il est suspendu huit ans, en mai, l'année suivante.
En 2013, il assume la formation et la direction d'une équipe de moins de 23 ans, dans son département de Boyacá.

## Palmarès
- 1992
  - 2e et 4e étapes de la Vuelta a Boyacá
- 1993
  - Prologue et 8e étape du Tour de Colombie
- 1994
  - 5e, 6e et 7e étapes du Clásico RCN
  - 3e du Clásico RCN
- 1995
  - 7e étape du Clásico RCN
  - 4e étape du Tour de Colombie
- 1997
  - 7e étape du Clásico RCN
- 1998
  - 4e étape du Clásico RCN
  - 9e étape de la Ruta de Mexico
  - 3e du Tour de Colombie
- 2000
  - Vuelta a Chiriquí
  - Vuelta a Boyacá[9] :
    - Classement général
    - 3e et 5e étapes

  - Prologue du Clásico RCN
- 2001
  - 10e étape du Tour de Colombie
  - Clásico Ciclístico Banfoandes
  - 2e du Tour du Venezuela
- 2002
  - Clásica del Meta :
    - Classement général
    - 3e et 4e étapes

  - Vuelta a Boyacá :
    - Classement général
    - 3e, 4e et 6e étapes

  - 3e du Tour de Colombie
- 2003
  - Clásica del Meta :
    - Classement général
    - 1re et 2e étapes

  - Tour de Colombie :
    - Classement général
    - 5e étape

  - 9e étape du Tour du Guatemala
- 2004
  - 4e étape de la Vuelta a Boyacá
  - Prologue et 4e étape du Tour de Colombie
  - 2e étape du Clásico RCN
  - 1re, 8e et 13e étapes du Tour du Costa Rica
  - 2e du championnat de Colombie contre-la-montre
  - 2e du Tour du Costa Rica
  - 2e du Tour de Colombie
  - 3e du Clásico RCN
- 2005
  - 6e étape de la Vuelta a Boyacá
  - Vuelta a Antioquia :
    - Classement général
    - 3e étape

  - Tour de Colombie :
    - Classement général
    - 5e étape

  - Clásico RCN :
    - Classement général
    - 3e et 8e étapes

  - Doble Copacabana Grand Prix Fides :
    - Classement général
    - 1re et 3e étapes
- 2006
  -  Champion de Colombie du contre-la-montre
  - 4e et 7e étapes du Tour du Salvador
  - 1re étape du Tour de Colombie[10]
  - 1re et 2e étapes de la Vuelta a Boyacá
  - 2ea étape de la Clásica de Fusagasugá
  - Vuelta a Antioquia :
    - Classement général
    - 3e étape

  - 6e étape du Clásico RCN
  -  Médaillé d'argent du contre-la-montre aux Jeux sud-américains[3]
  - 2e du Tour du Salvador
  - 2e du Clásico RCN
- 2007
  -  Médaillé d'or du contre-la-montre aux championnats panaméricains
  - Clásica del Meta
    - Classement général
    - 2e étape

  - Clásico RCN
  - 5eb étape du Doble Copacabana Grand Prix Fides
  - 3e du Doble Copacabana Grand Prix Fides
- 2009
  - Tour du Chiapas
    - Classement général
    - 1re étape

## Résultats sur lesgrands tours

### Tour d'Italie
- 1994 : 72e

## Résultats sur les championnats

### Jeux olympiques
1 participation.
- Barcelone 1992
  - 76e de la course en ligne[11].

### Championnats du monde professionnels

#### Course en ligne
1 participation.
- 1995 : Abandon.

### Championnats du monde amateurs
1 participation.
- 1993 : 29e au classement final.

### Jeux sud-américains

#### Contre-la-montre
1 participation.
- 2006 :  Second de l'épreuve[3].

### Championnats panaméricains
| 2 participations. - São Paulo 2006 : 43e au classement final. - Valencia 2007 : 45e au classement final. | 2 participations. - São Paulo 2006 : 5e de l'épreuve. - Valencia 2007 : Vainqueur de l'épreuve. |

## Classements mondiaux
| Année            | 2005 | 2006 | 2007 | 2008 | 2009 | 2010 | 2011 |
| ---------------- | ---- | ---- | ---- | ---- | ---- | ---- | ---- |
| UCI America Tour | 40e  | 7e   | 61e  |      |      | 6e   | 123e |
| UCI Asia Tour    |      |      |      |      |      |      | 4e   |